# Noha Lemina
Pascal Georges Noha Lemina (sinh 17 tháng 6 năm 2005) là một cầu thủ bóng đá chuyên nghiệp hiện đang chơi cho câu lạc bộ Wolverhampton Wanderers, theo dạng cho mượn từ Paris Saint-Germain. Sinh tại Gabon, Lemina đại diện cho nước Pháp ở các cấp độ trẻ.